# Пауза в глобальному потеплінні

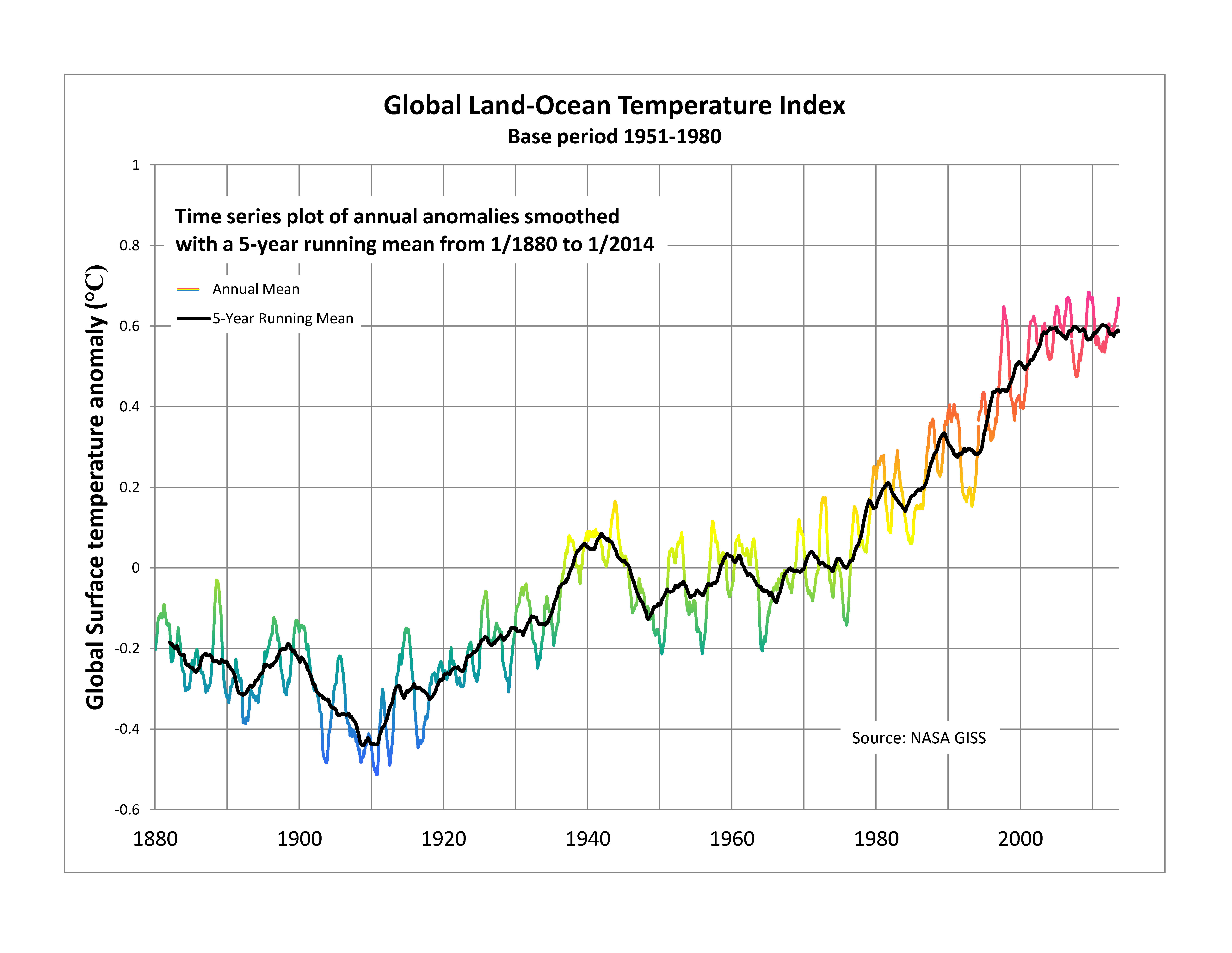
Температура океану

Пауза в глобальному потеплінні — період відносно стабільної в глобальному масштабі середньої температури поверхні Землі. Такі періоди час від часу супроводжують різкі сплески потепління.
Нинішня пауза почалася приблизно в 1998 році з відносного спаду температури після Ель-Ніньйо. З тих пір, незважаючи на те, що продовжується накопичення теплової енергії за рахунок позитивного балансу енергії Землі, наявні температури на поверхні Землі показують більш повільні темпи зростання, ніж у попередньому десятилітті. Стабілізація температури є аномальною з точки зору відомих моделей глобального потепління.
Актуальність наукової дискусії визначається, насамперед, наявністю суттєвого впливу людини на клімат, або перебільшенням наслідків такого впливу. 

## Стабілізація з точки зору скептиків глобального потепління
Стабілізація температури в умовах зростання рівня вуглекислого газу, який, як вважається, є основним чинником, що призводить до виникнення парникового ефекту, дозволила скептикам теорії висловити сумніви щодо адекватності моделей, які використовуються при прогнозних розрахунках температур. З огляду на відносну стабільність температури, окремі вчені відзначають, що загроза зміни клімату перебільшена. Їх висновки сприймаються і урядами деяких країн. Так, у Нідерландах, близько 20% території яких знаходиться нижче рівня моря, згідно з дослідженням Організації економічного співробітництва та розвитку (ОЕСР) зростає рівень скептицизму по відношенню до глобального потепління.

## Пояснення паузи в глобальному потеплінні
Фахівці з Інституту океанографії Скріппса в Каліфорнії, що притримуються теорії, схоже змогли пояснити аномалію зі стабілізацією температури, — на їх думку причина виникнення паузи в глобальному потеплінні полягає в аномально низьких температурах води в тропічній частині Тихого океану, які раніше не враховувались.